# Chaykovsky, Perm Krai
Chaykovsky, Perm Krai (tiếng Nga: Чайковский) là một thành phố Nga. Thành phố này thuộc chủ thể Perm Krai. Thành phố có dân số 86.714 người (theo điều tra dân số năm 2002). Đây là thành phố lớn thứ 189 của Nga theo dân số năm 2002.